# La fine del mondo (Gianna Nannini)
La fine del mondo è un brano musicale della cantante italiana Gianna Nannini, diffuso nelle radio italiane il 7 dicembre 2012 come primo singolo dal suo nuovo album in studio intitolato Inno.

## Produzione
La fine del mondo è stato scritto da Gianna Nannini e registrato a Londra nello studio di Abbey Road con la London Studio Orchestra diretta da Will Malone con l'utilizzo di archi e chitarre.

## Video musicale
Il video è incentrato sulla storia di una coppia, dal momento in cui i due protagonisti s'incontrano, scambiandosi il primo sguardo, fino a quando entrambi avranno il coraggio di dirsi, per la prima volta, le fatidiche parole: "Ti amo".

## Tracce
Download digitale
Testi di Gianna Nannini, musiche di Gianna Nannini, Michael Busbee, Steven McMorran & Justin Gray.
1. La fine del mondo – 3:46